# Monoidale Kategorie
In der Mathematik bezeichnet eine monoidale Kategorie eine Kategorie {\displaystyle {\mathcal {C}}}, die mit einem zweistelligen Funktor
{\displaystyle \otimes \colon {\mathcal {C}}\times {\mathcal {C}}\to {\mathcal {C}}}
und einem Einheitsobjekt
{\displaystyle I\in \left|{\mathcal {C}}\right|}
ausgestattet ist.
Die Verknüpfung muss assoziativ in dem Sinne sein, dass es eine natürliche Äquivalenz {\displaystyle \alpha },
{\displaystyle \alpha _{A,B,C}\colon (A\otimes B)\otimes C\to A\otimes (B\otimes C),}
gibt; {\displaystyle I} muss links- und rechtsneutral in dem Sinne sein, dass es natürliche Äquivalenzen {\displaystyle \lambda } und {\displaystyle \rho } gibt, gegeben durch
{\displaystyle \lambda _{A}\colon I\otimes A\to A} und {\displaystyle \rho _{A}\colon A\otimes I\to A}.
Diese natürlichen Transformationen sollen kohärent sein. Alle nötigen Kohärenzbedingungen folgen aus der Kommutativität der folgenden beiden Diagramme:
und
Aus diesen beiden Bedingungen folgt, dass jedes solche Diagramm kommutiert: Das ist Mac Lanes „Kohärenzsatz“.
- Eine monoidale Kategorie kann als Bikategorie mit einem Objekt angesehen werden.
- In einer monoidalen Kategorie lässt sich der Begriff des Monoid-Objekts definieren, der den des Monoids verallgemeinert.

## Beispiele
Jede Kategorie, die endliche Produkte und ein Endobjekt enthält, kann als symmetrisch monoidale Kategorie betrachtet werden: Der zweistellige Funktor wird durch eine natürliche Auswahl von Produkten definiert und das Endobjekt ist das Einheitsobjekt. Analog können wir als zweistelligen Funktor ein Koprodukt und als Einheitsobjekt ein Anfangsobjekt wählen.
Wir zeigen nun parallel die Struktur zweier solcher monoidaler Kategorien:
| {\displaystyle R}-Mod | Set |
| --- | --- |
| Für einen kommutativen Ring {\displaystyle R} ist die Kategorie {\displaystyle R}-Mod der {\displaystyle R}-Moduln eine symmetrische monoidale Kategorie mit Produkt {\displaystyle \otimes } (dem Tensorprodukt) und Einheit {\displaystyle R}. | Die Kategorie Set ist symmetrisch monoidal mit Produkt {\displaystyle \times } und Einheit {\displaystyle \{*\}}. |
| Eine unitäre assoziative Algebra ist ein Objekt von {\displaystyle R}-Mod zusammen mit Pfeilen {\displaystyle \nabla \colon A\otimes A\to A} und {\displaystyle \eta \colon R\rightarrow A}, für die folgende Diagramme kommutieren:             | Ein Monoid ist ein Objekt M zusammen mit Pfeilen {\displaystyle \circ \colon M\times M\rightarrow M} und {\displaystyle 1\colon \{*\}\to M}, für die folgende Diagramme kommutieren:                                   |
| Assoziativität | Assoziativität |
| und | und |
| Bedingung an die Einheit | Bedingung an die Einheit |
| Eine Koalgebra ist ein Objekt C mit Pfeilen {\displaystyle \Delta \colon C\to C\otimes C} und {\displaystyle \varepsilon \colon C\to R}, für die folgende Diagramme kommutieren:                                                                 | Zu jedem Objekt S in der Kategorie Set gibt es zwei eindeutig bestimmte Pfeile {\displaystyle \Delta \colon S\to S\times S} und {\displaystyle \varepsilon \colon S\to \{*\}}, für die folgende Diagramme kommutieren: |
| Ko-Assoziativität | Ko-Assoziativität |
| und | und |
| Bedingung an die Ko-Einheit | Bedingung an die Ko-Einheit |
| | Insbesondere ist {\displaystyle \varepsilon } eindeutig, weil {\displaystyle \{*\}} Endobjekt ist. |